# W/2016ALBUM/
W:/2016ALBUM/ è l'ottavo album in studio realizzato dal disc jockey e produttore discografico canadese deadmau5.

## Descrizione
Zimmerman ha ammesso di non essere soddisfatto di questo album poiché è stato messo sotto pressione durante la sua produzione e costretto a pubblicarlo per pagare dei conti. È il primo LP della mau5trap ad essere pubblicato in modo completamente indipendente.
La tracklist era stata originariamente pubblicata da un fan su Reddit, dopo averla scoperta in una live di Zimmerman su Twitch, dove aprendo cartelle all'interno del suo PC, ha aperto quella contenente la tracklist. La versione in vinile dell'album sostituisce la versione standard di Let Go con la sua versione estesa.

## Tracce
Musiche di Joel Zimmerman, eccetto dove indicato.
1. 4ware
2. 2448 (Musica: Joel Zimmerman, Phil Waring)
3. Cat Thruster
4. Deus Ex Machina
5. Glish
6. Imaginary Friends
7. Let Go (con Grabbitz) (Testo: Nicholas Chiari)
8. No Problem
9. Snowcone
10. Three Pound Chicken Wing
11. Whelk Then

### Digital Bonus
1. Let Go (Extended Edit)

### CD Bonus
1. Strobe (No Mana Remix)

### Vinile Bonus
1. Strobe (Monstergetdown Remix)

## Classifiche
| Classifica (2016) | Posizione massima |
| ----------------- | ----------------- |
| Canada            | 37                |
| Australia         | 58                |
| Svizzera          | 84                |
| Stati Uniti       | 1                 |